# Marie van Baden (1865-1939)

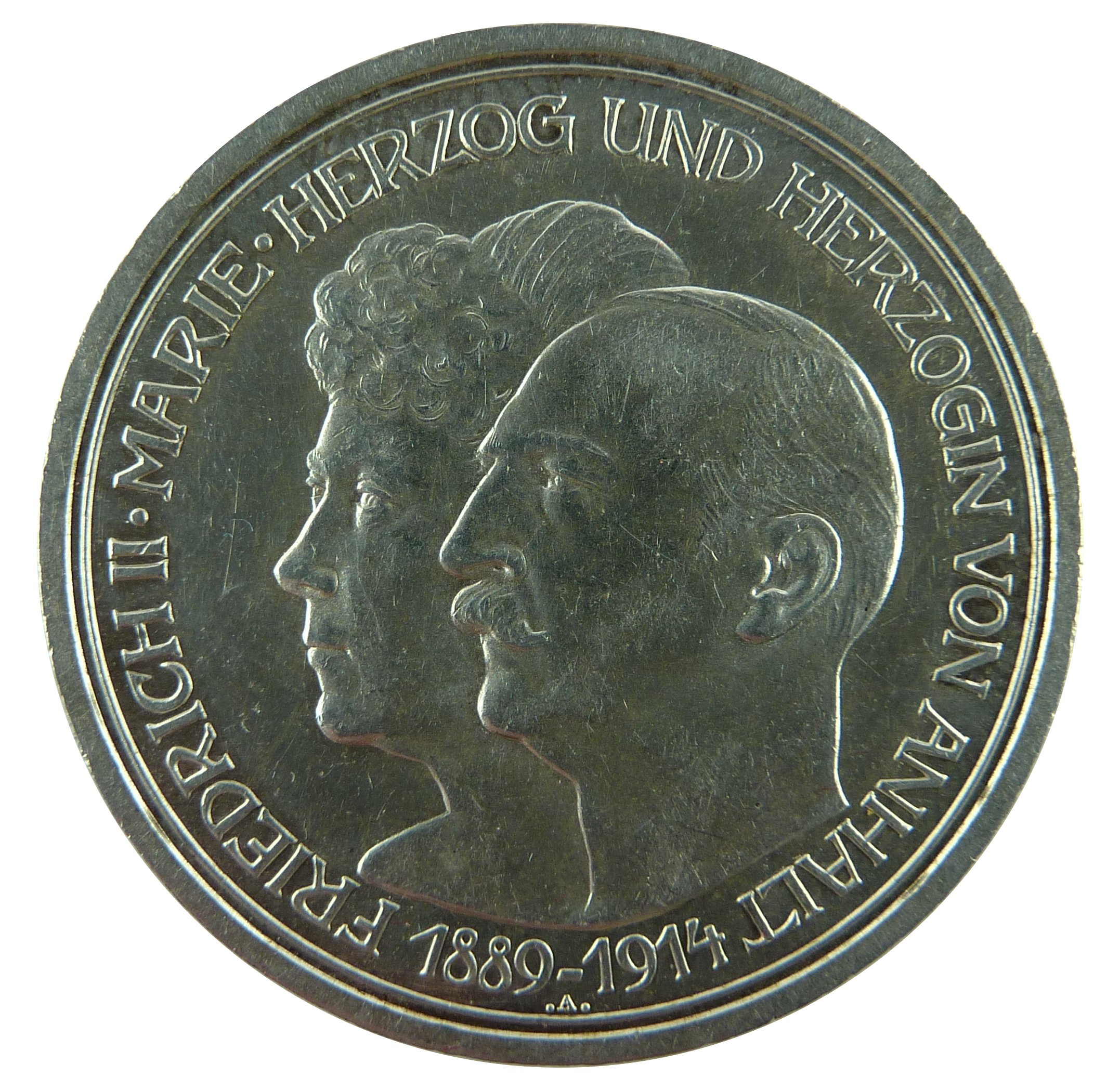
Herdenkingsmunt ter gelegenheid van het zilveren huwelijk van Marie van Baden en Frederik II van Anhalt

Sopie Marie Louise Amelie Josefine van Baden (Baden-Baden, 26 juli 1865 - aldaar, 29 november 1939) was een prinses uit het huis Baden. 
Zij was het oudste kind van prins Willem van Baden en hertogin Maria van Leuchtenberg. Haar enige broer, prins Max van Baden zou de laatste rijkskanselier zijn van het Duitse Keizerrijk. Op 2 juli 1889 trad prinses Marie in het huwelijk met erfhertog Frederik van Anhalt, zoon van hertog Frederik I van Anhalt en Antoinette van Saksen-Altenburg. Haar echtgenoot zou als Frederik II van 1904 tot 1918 de laatste regerend hertog van Anhalt zijn. Frederik stierf in 1918 en Marie zou hem meer dan twintig jaar overleven.
Marie overleed op 74-jarige leeftijd in haar geboorteplaats Baden-Baden. Ze werd naast haar man bijgezet in het familiemausoleum in Dessau. In 1958, werd het mausoleum op last van de communistische machthebbers in de DDR ontmanteld. De lichamen werden herbegraven op het nabijgelegen kerkhof met daarop enkel ene houten kruis met daarop de tekst Herzogl. Familie von Anhalt. Na de hereniging van de beide Duitslanden werd op de begraafplaats een monument opgericht ter nagedachtenis aan de hertogelijke familie. Op dat monument staat ook de naam van Marie gegraveerd.